# Danny Faure
Danny Faure, född 8 maj 1962 i Kilembe, Uganda, är en politiker från Seychellerna. Han var mellan 2016-2020 landets president och är medlem i det seychelliska Folkpartiet.

## Biografi
Faure föddes av seychelliska föräldrar i staden Kilembe i västra Uganda. Han genomgick sin skolutbildning i Seychellerna och studerade därefter vid ett universitet i Kuba, där han avlade examen i statsvetenskap.
År 1985 började Faure arbeta med skolplanefrågor som assistent på Seychellernas utbildningsdepartement. Han har också arbetat som föreläsare vid både National Youth Service och Seychellerna Polytechnic.
Till följd av återgången till flerpartidemokrati inom önationen år 1993 blev Faure ledare för regeringsarbetet i nationalförsamlingen och tjänstgjorde i denna befattning fram till 1998 då han utsågs till undervisningsminister. Därefter har han innehaft olika ministerposter, som ungdoms-, ekonomi-, handels- och industriminister. Han har också varit verksam inom offentlig förvaltning samt informations- och kommunikationsfrågor.
År 2006 utsågs han till finansminister av president James Michel. Under hans tid på denna post, genomförde Seychellerna en rad ekonomiska reformer, som rekommenderats av Internationella valutafonden. Faure övervakade den första omgången reformer, som pågick från oktober 2008 till oktober 2013. Faure var ansvarig som utsedd minister mellan 2004 och 2010 och som vicepresident från den 1 juli 2010, då han samtidigt behöll finansministerposten.

## Presidentskapet
President James Michel meddelade den 27 september 2016 att han skulle avgå den 16 oktober och lämna makten till vicepresident Faure. Tillkännagivandet sammanföll med valet av en oppositionsmajoritet i nationalförsamlingen. Eftersom det återstod fyra år av Michels mandatperiod, räknades denna tid som en hel period för Faure. Faure svors in som president den 16 oktober 2016.